# Buch von den natürlichen Dingen
Buch von den natürlichen Dingen eller Das Buch der Natur är en bok och encyklopedi skriven av tysken Konrad von Megenberg (1309-1374) som behandlar naturlära. Boken skrevs 1349 -50 och utgör den första på tyska utkomna naturvetenskapliga avhandlingen. Delvis är den dock en översättning av Thomas von Cantimprés Liber de natura rerum (skriven ca 1225-1241), men innehåller eget material. Den trycktes i stor upplaga i Augsburg 1475. I modern upplaga har den 488 sidor.